# なまし銅管
なまし銅管（なましどうかん）は、銅を加工した銅管の一種。焼なましという処理を施し、曲げやすくしてある。
冷媒配管として空調機器や冷蔵庫に欠かせない。極細管をキャピラリーチューブと呼び、小型冷凍機の膨張弁として利用される。